# Compagnie de navigation Sud-Atlantique
La Compagnie de Navigation Sud-Atlantique est une société maritime française, active de 1910 à 1962, spécialisée dans le transport (postal, fret et passagers) de France au continent sud-américain.

## Histoire

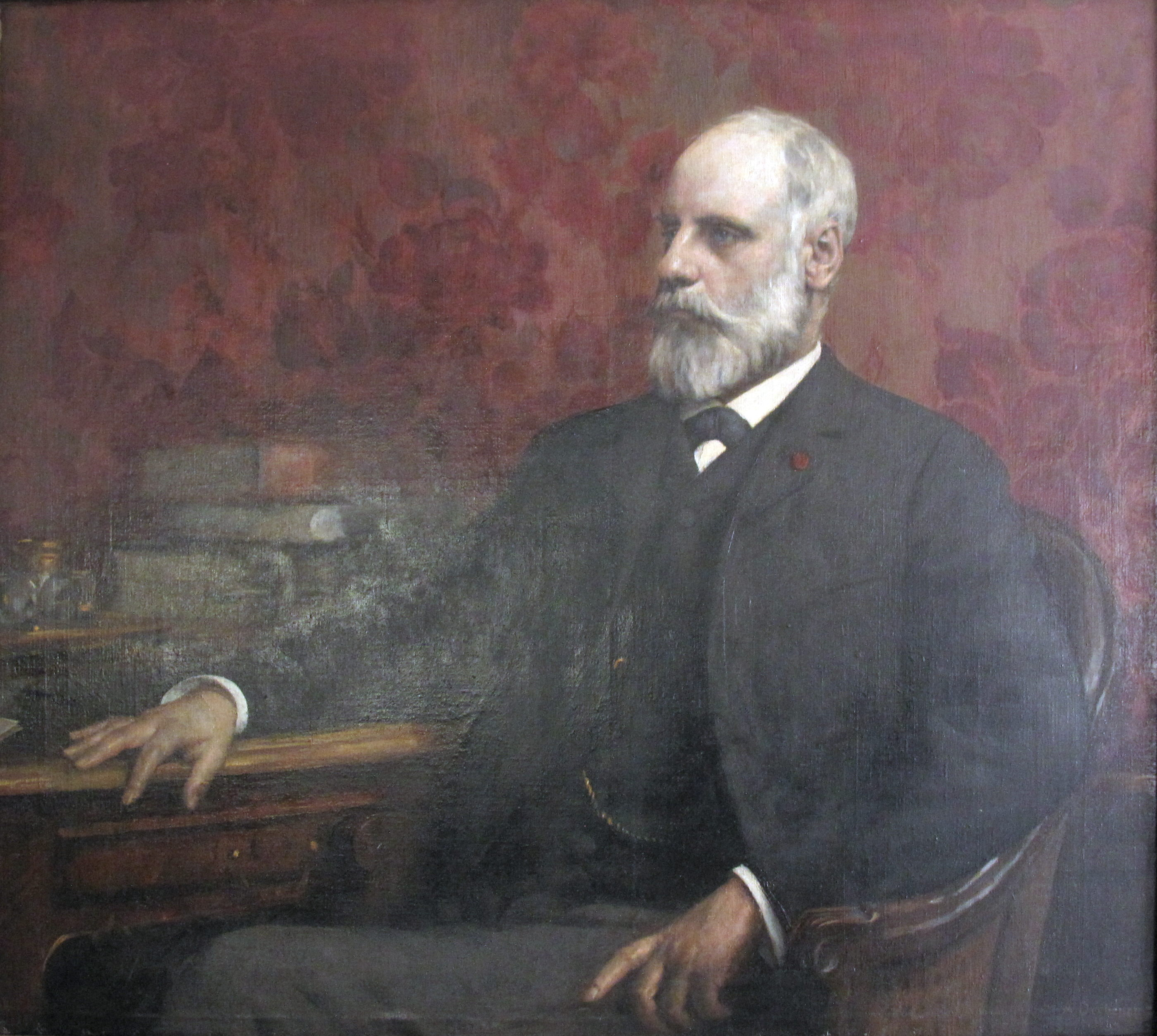
Portrait de Cyprien Fabre par Adolphe Déchenaud.

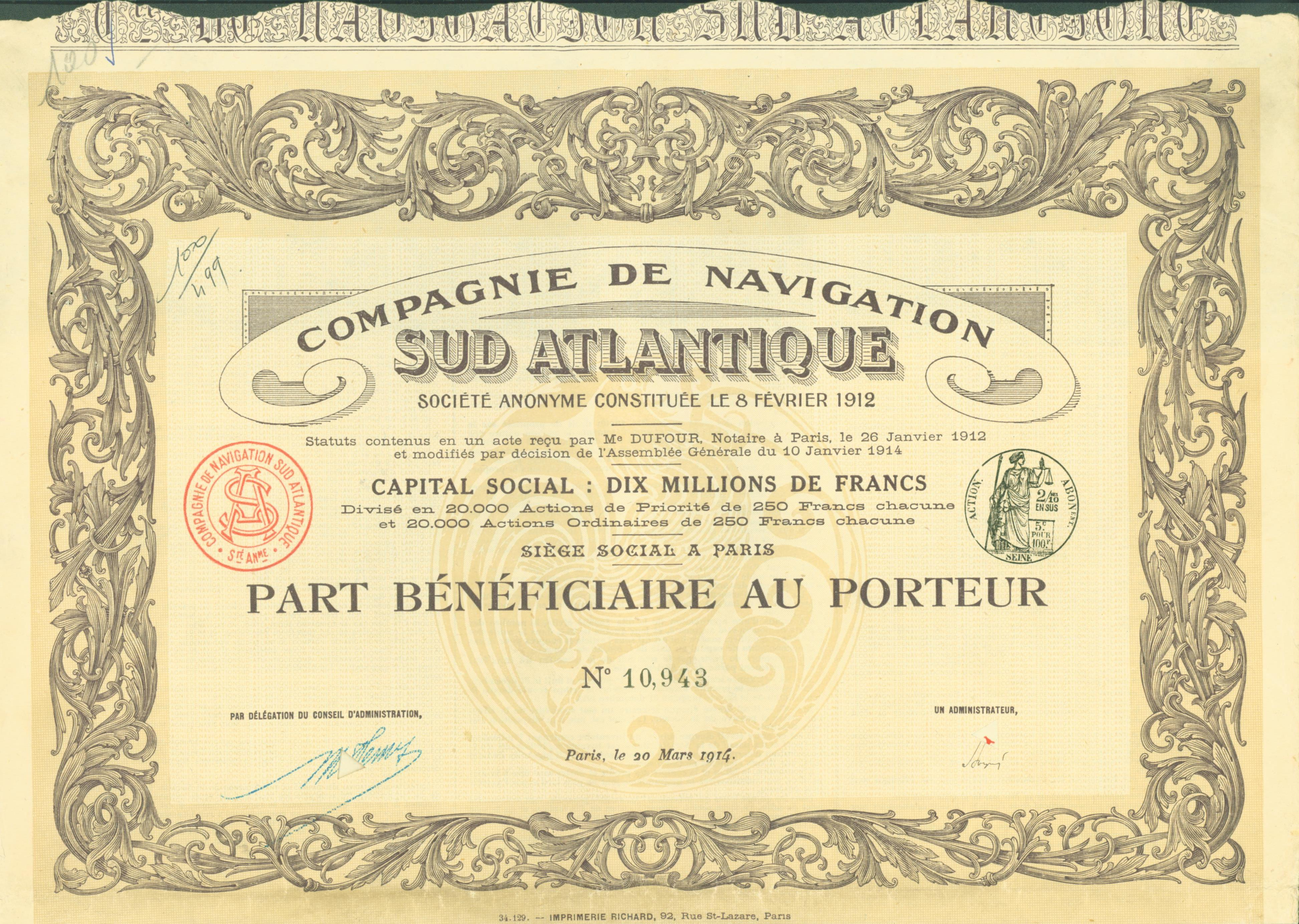
Part Bénéficiaire au Porteur de la Compagnie de Navigation Sud Atlantique SA, émise le 20 mars 1914.

En juillet 1912, une convention est conclue entre le gouvernement français et la Société d'études de navigation, concessionnaire nominal, qui cède ses droits à la Compagnie de navigation Sud-Atlantique. Les Messageries maritimes, détenaient les contrats des routes sud-américaines depuis 1860, sans améliorer depuis 1904 leur service sud-américain, considéré comme peu rentable et trop lent.
Le contrat, signé le 11 juillet 1911, est d'une durée de 25 ans à compter du 22 juillet 1912 et prévoit un service postal subventionné, avec des allers-retours toutes les deux semaines entre Bordeaux, Lisbonne, Dakar, Rio de Janeiro, Montevideo et Buenos Aires
En outre, la société est tenue d'exploiter un service commercial non subventionné avec des voyages au moins une fois par mois entre Bordeaux, Dakar, Pernambouc, Bahia, Rio de Janeiro, Santos, Montevideo et Buenos Aires par des navires d'une capacité de chargement d'au moins 4 000 tonnes à la vitesse moyenne de 11 nœuds.
La Compagnie de Navigation Sud-Atlantique est lancée au début de 1912, avec un capital de 15 millions de francs (600 000 £).

## Flotte
Comme condition préalable (art.26) au contrat aidé et pour s'assurer qu'un nombre suffisant de navires sont en service pour assurer un service postal fiable, l'entreprise doit construire, en France, quatre paquebots d'un déplacement minimum de 11 000 tonnes, capables maintenir une vitesse minimale de 15 nœuds entre Bordeaux et Lisbonne, et de 18 nœuds entre Lisbonne et Buenos Aires, d'une longueur minimale de 175 mètres et fournir six paquebots mixtes (cargos de passagers).
La nouvelle compagnie passe des commandes de navires neufs aux Chantiers de l'Atlantique à Saint-Nazaire pour le SS Lutetia (en) (14 000 tonneaux) et aux Forges et Chantiers de la Méditerranée à La Seyne pour un navire similaire, le SS Gallia, tous deux livrés en 1913. Le troisième navire est le SS Massilia, également construit à La Seyne et lancé en 1914, mais non achevé avant 1920. Le Gallia peut faire le passage de Bordeaux à Buenos Aires en 15 jours.
Pour atteindre les niveaux de service promis et pendant que les nouvelles constructions avancent, l'accord (art.97) permet que, temporairement, l'entreprise puisse exploiter des navires de 9 000 tonnes de déplacement à une vitesse de 14 nœuds de Buenos-Aires à Lisbonne et de 15 nœuds de Lisbonne à Buenos Aires. Deux des navires pourraient être de construction étrangère.
Un certain nombre de navires d'occasion sont achetés pour inaugurer le service, tels l'Avondale Castle lancé en 1897 (en provenance de l'Union-Castle Line), les vieux La Bretagne et La Gascogne, construits en 1886, provenant de la Compagnie Générale Transatlantique. Un dernier navire presque hors d'usage, le Kaiser Friedrich (en) est ajouté à la liste, renommé le Burdigala qui s'avère beaucoup moins utile que prévu.
Au début de l'existence de la nouvelle société, dans la seconde moitié de l'année 1913, la décision est prise de peindre les navires de la ligne en blanc. 
La compagnie a également pour habitude de donner à ses navires les variantes latines de noms français (Lutetia=Paris, Massilia=Marseille, Gallia=Gaule, Burdigala=Bordeaux).
En raison des conditions créées par la Première Guerre mondiale, le contrat de 1912 est révisé et renouvelé pour une période de 10 ans à compter du 13 août 1920
Le Gallia est perdu pendant la Première Guerre mondiale (avec d'importantes pertes en vies humaines) alors qu'il sert de navire de troupes. Le Burdigala est également perdu lors de missions de transport de troupes dans les eaux grecques. Le quatrième navire de série requis n'a jamais été construit. Le Massilia rejoint le Lutetia dans l'après-guerre. L'emblématique Atlantique (près de 41 000 tonnes) s'ajoute en 1930 mais sa durée de vie est courte, détruit par un incendie alors qu'il navigue de Bordeaux au Havre en 1933. Le navire doit être démoli. En 1939, le Pasteur (29 000 tonnes) est ajouté à la flotte.
Le Massilia devient « le navire de l'exil » dans ses derniers jours. En 1939, lors de son voyage depuis La Rochelle, départ le 19 octobre 1939 et arrivée à Buenos Aires le 5 novembre 1939, le navire est peint en gris camouflage pour esquiver les sous-marins allemands déjà à l'affût. Il transporte à son bord 384 passagers fuyant l'Europe, dont le plus gros contingent est composé de républicains espagnols auparavant réfugiés en France. Parmi ce groupe se trouvent de nombreux artistes, journalistes, écrivains, universitaires et personnalités du théâtre. Il joue également un rôle de premier plan en juin 1940, emportant un grand nombre d' hommes politiques fuyant la France vers l'Afrique du Nord après la reddition du pays aux envahisseurs nazis et l'accession au gouvernement du Gouvernement de Vichy.

## Changement de propriétaire
En 1914, la société est placée sous le contrôle de la Compagnie Générale Transatlantique et est reprise en 1916 par la Compagnie Maritime des Chargeurs Réunis. En 1928, les Chargeurs Réunis reprennent le service intermédiaire de Sud Atlantique.
La Compagnie des Messageries Maritimes prend alors en charge le service sud-américain en 1962 avec les trois seuls navires à passagers restants, à savoir les MS 'Laennec, Louis Lumière et Charles Tellier, surnommés « les savants », construits en 1951. Cela met fin à la Compagnie de Navigation Sud-Atlantique en tant que telle. Les Messageries Maritimes poursuivent l'exploitation de ces navires sur le service sud-américain jusqu'en 1966, date à laquelle ils sont vendus, le service étant poursuivi par le tout nouveau MS Pasteur.

## Navires de la Compagnie de Navigation Sud-Atlantique
| Name            | Shipyard                                           | GRT   | Length [m] | Passengers                                         | Launched | Notes |
| --------------- | -------------------------------------------------- | ----- | ---------- | -------------------------------------------------- | -------- | --- |
| Alba            | Bremer Vulkan, Bremen                              | 8324  | 125.3      | –                                                  | 1912     | ex-Sierra Ventana construit pour la Norddeutscher Lloyd, 1919 saisi par la France, 1920 acheté au gouvernement français, renommé Alba, 1926 vendu aux Chargeurs Réunis renommé Amérique, 1936 retiré du service. |
| Burdigala       | F. Schichau, Danzig                                | 12480 | 183        | 400 First Class, 250 Second Class, 700 Third Class | 1898     | ex-Kaiser Friedrich, 1912 acheté à la Norddeutscher Lloyd, renommé Burdigala, 1913, désarmé, 1917 miné et coulé dans le canal de Kéa, près de Mykonos. |
| Charles Tellier | Ateliers & Chantiers de La Loire, St. Nazaire      | 12007 | 125.3      | –                                                  | 1952     | 1962 transféré aux Messageries Maritimes, non renommé, 1967 vendu à Hong Kong (sous pavillon Panaméen ) renommé Le Havre Abeto, 1978 retiré en, 1984, mis au rebut. |
| Divona          | Fairfield Shipbuilding Co., Glasgow                | 6405  | 125.3      | –                                                  | 1887     | ex-Ormuz, 1912 acheté à l'Orient Steam Nav. Co. renommé Divona, 1919 désarmé, 1922/23 mis au rebut. |
| Gallia          | Forges & Chantiers de la Mediterranee, La Seyne    | 14966 | 174.7      | –                                                  | 1913     | 1914 armé pour la croisière puis en transport de troupes, 1916 torpillé et coulé par un sous-marin allemand U-35 avec 600 victimes. |
| Garonna         | Fairfield Shipbuilding Co., Glasgow                | 5531  | 125.3      | –                                                  | 1897     | ex-Avondale Castle, 1912 acheté à l'Union Castle Line, renommé Garonna, 1920 |
| La Bretagne     | Chantiers de Penhoet, Saint-Nazaire                | 7112  | 150        | 390 first class, 65 second class, 600 third class  | 1886     | ex-La Bretagne, 1912 transféré de la Cie Générale Transatlantique non renommé, 1919, renommé Alésia, 1923 vendu pour être désarmé, échoué sur l'ile hollandaise de Texel lors de son remorquage. |
| La Gascogne     | Forges & Chantiers de la Méditerranée, La Seyne    | 7395  | 125.3      | –                                                  | 1886     | ex-La Gascogne lancé sous le nom L'Algérie, 1912 transféré à la Cie Générale Transatlantique non renommé, 1918 rendu à la CGT, 1919 mis au rebut. |
| Laennec         | Ateliers & Chantiers de La Loire, Saint-Nazaire    | 12007 | 125.3      | –                                                  | 1952     | 1962 transféré aux Messageries Maritimes non renommé, 1966, vendu à Hong Kong (pavillon panaméen) renommé Belle Abeto, 1976 détruit par un incendie. |
| L'Atlantique    | Chantiers de l'Atlantique, Saint-Nazaire           | 40945 | 223        | 1238                                               | 1930     | 1933 endommagé par un incendie, 1936 mis au rebut à Port Glasgow. |
| SS Lutetia      | Chantiers de l'Atlantique, Saint-Nazaire           | 14783 | 175        | 958                                                | 1913     | 1914 transport de troupes pour US forces dans le Transport Force Newport News Division, 1915 armé pour la croisière, puis navire hôpital et de nouveau transport de troupes 1919/20 rénové et remis en service en 1920, 1938 désarmé et mis au rebut.                                                                         |
| SS Massilia     | Forges & Chantiers de la Méditerranée, La Seyne    | 15147 | 175        | 1000                                               | 1930     | Construction retardée par la Première Guerre mondiale. Terminé in 1920, 1940 armé à Marseille et utilisé comme navire école, 1944 sabordé par les Allemands pour bloquer le port de Marseille, coulé et mis au rebut. |
| Meduana         | Swan, Hunter & Wigham Richardson, Wallsend on Tyne | 10123 | 147        | 800                                                | 1923     | Lancé en 1920 victime d'un incendie, réhabilité et vendu en 1928 aux Chargeurs Réunis renommé Kerguelen, 1940 saisi par les Allemands et renommé Winrich von Kniprode, 1945-1948 restauré comme Kerguelen, 1955 mis au rebut à Anvers.                                                                                        |
| Mosella         | Swan, Hunter & Wigham Richardson, Wallsend on Tyne | 10123 | 147        | –                                                  | 1922     | 1927, participe au sauvetage des passagers du SS Principessa Mafalda, 1928 Aux Chargeurs Réunis renommé Jamaïque, 1954 mis au rebut. |
| Pasteur         | Chantiers de l'Atlantique, Saint-Nazaire           | 29253 | 212.4      | 751                                                | 1938     | 1940 confié à la Cunard-White Star, 1945 retour à ses propriétaires, 1957 désarmé, 1957 vendu à la Norddeutscher Lloyd renommé Bremen, 1971 vendu à la Chandris Line, renommé Regina Magna, 1974 désarmé, 1977 hôtel flottant à Djeddah renommé Saudiphil 1, 1980 renommé Filipinas Saudi 1, 1980 coulé lors de son remruage. |
| Sequana         | Workman Clark & Co. Ltd. Belfast Northern Ireland  | 5557  | 138        | 566                                                | 1898     | Construit pour la Ellerman Lines sous le nom de City of Corinth et vendu en 1912 à la Cie de Navigation Sud-Atlantique. Torpillé le 8 juin 1917 par un U-boot allemand UC-72 dans la baie de Biscaye. 196 victimes (principalement sénégalaises), 3 passagers et 6 membres de l'équipage.                                     |

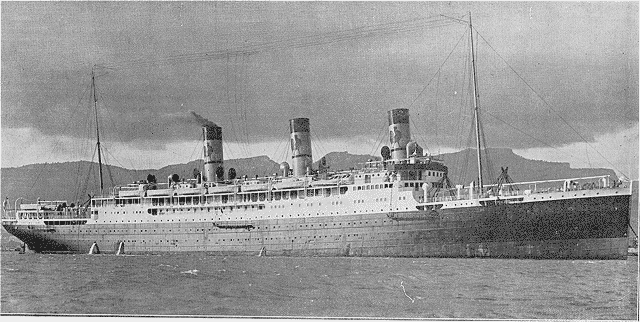
SS Gallia peu après son lancement en 1913.
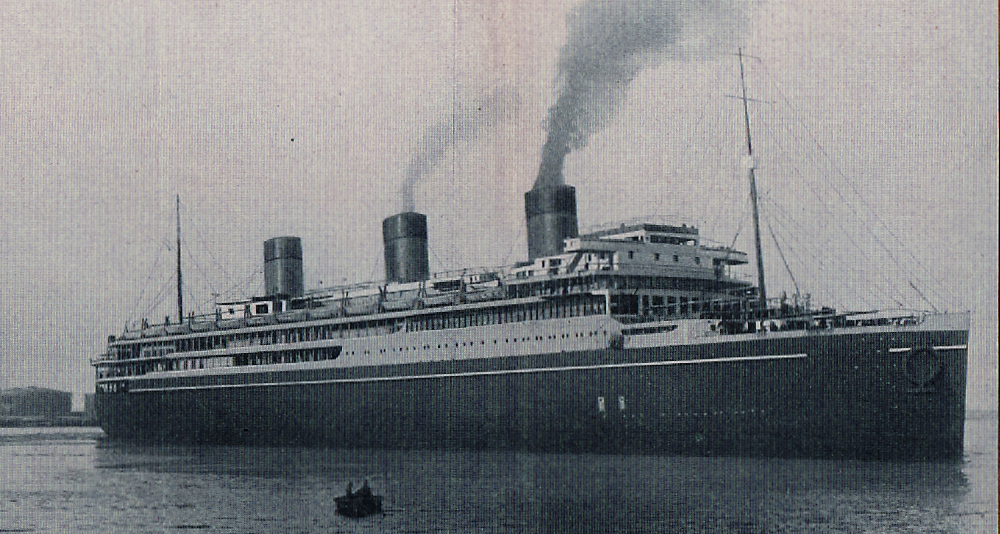
L'Atlantique 1930-1933.
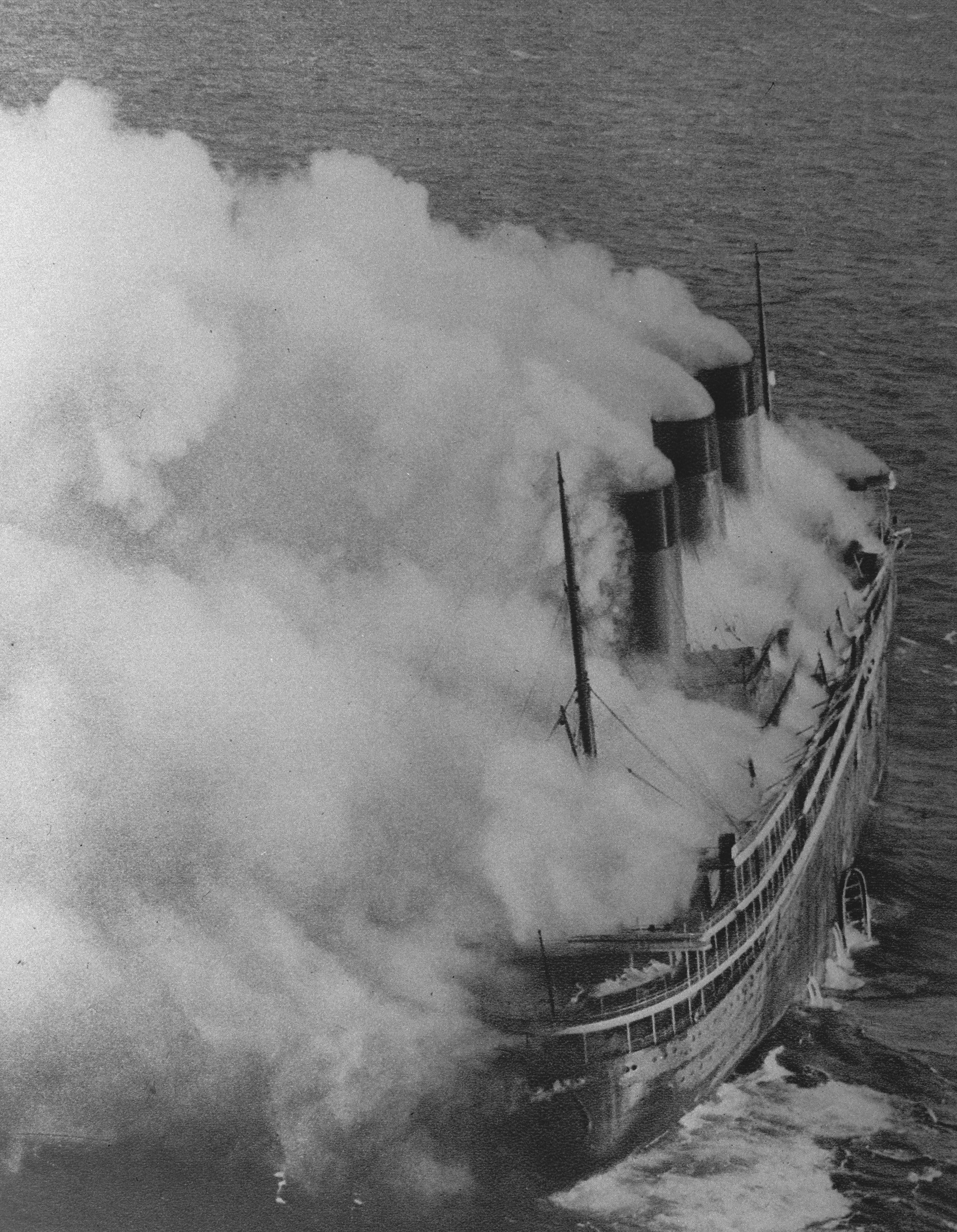
SS L'Atlantique en feu (janvier 1933).
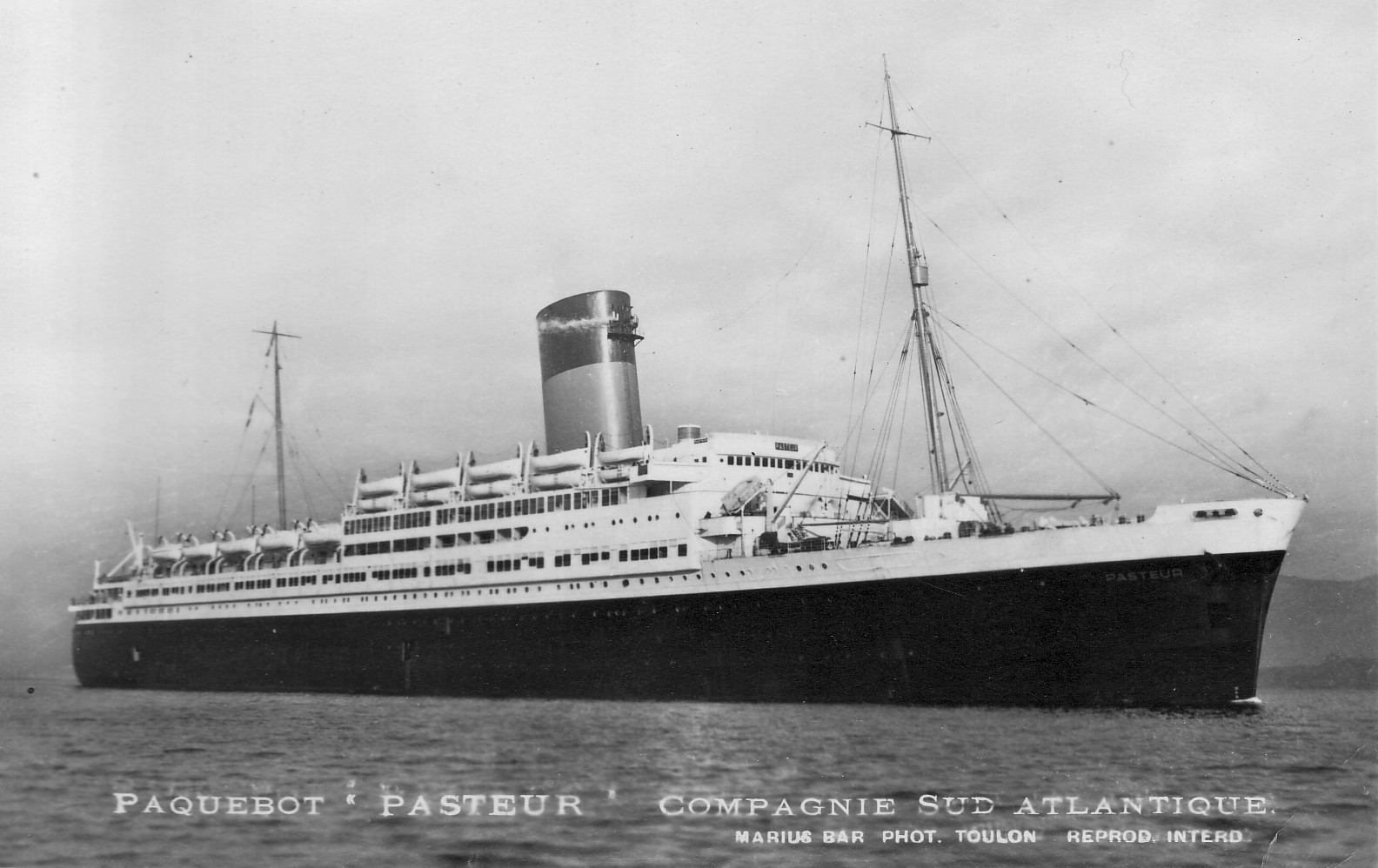
SS Pasteur.
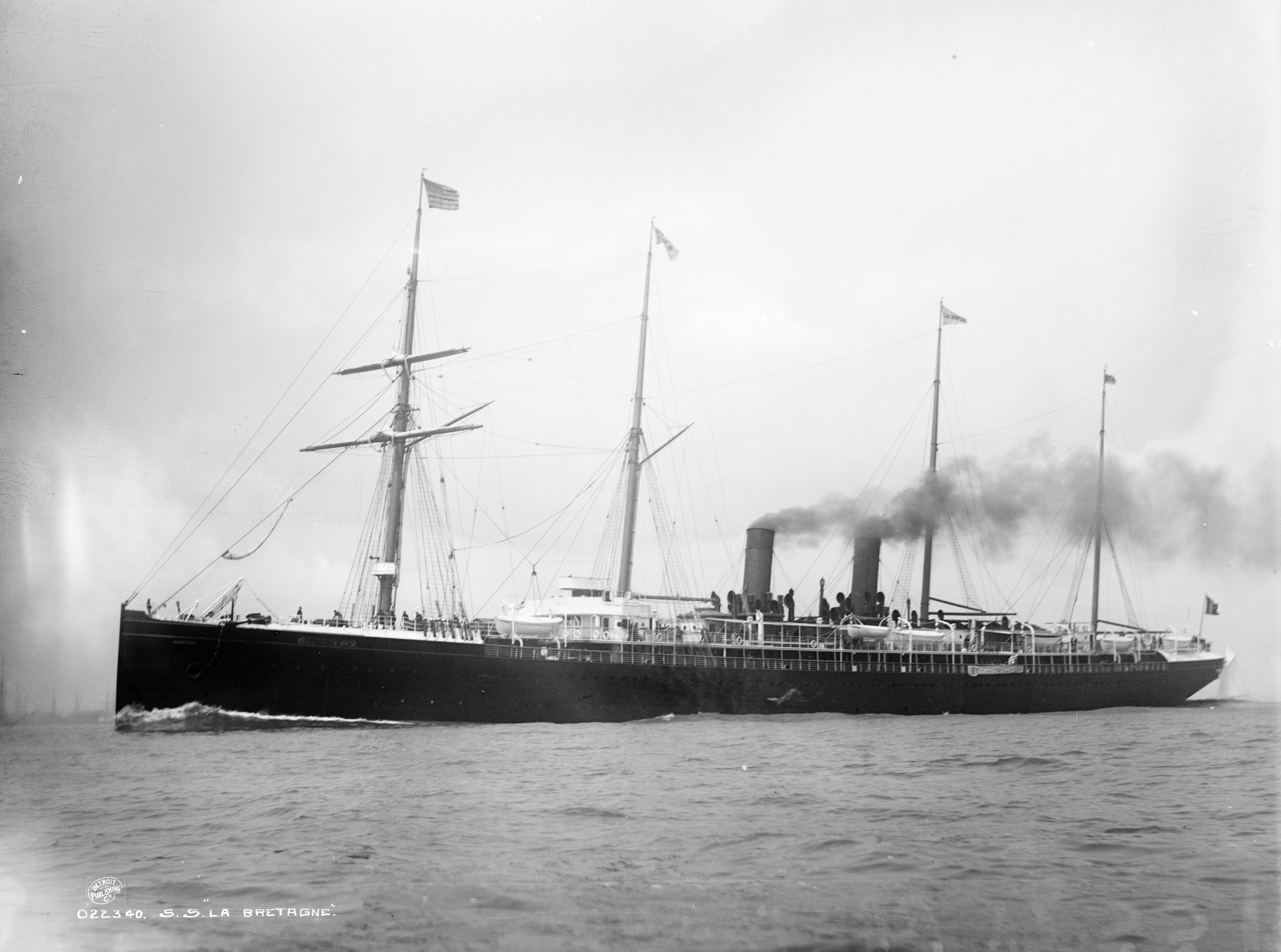
La Bretagne telle qu'elle est apparue c. 1890–1895.
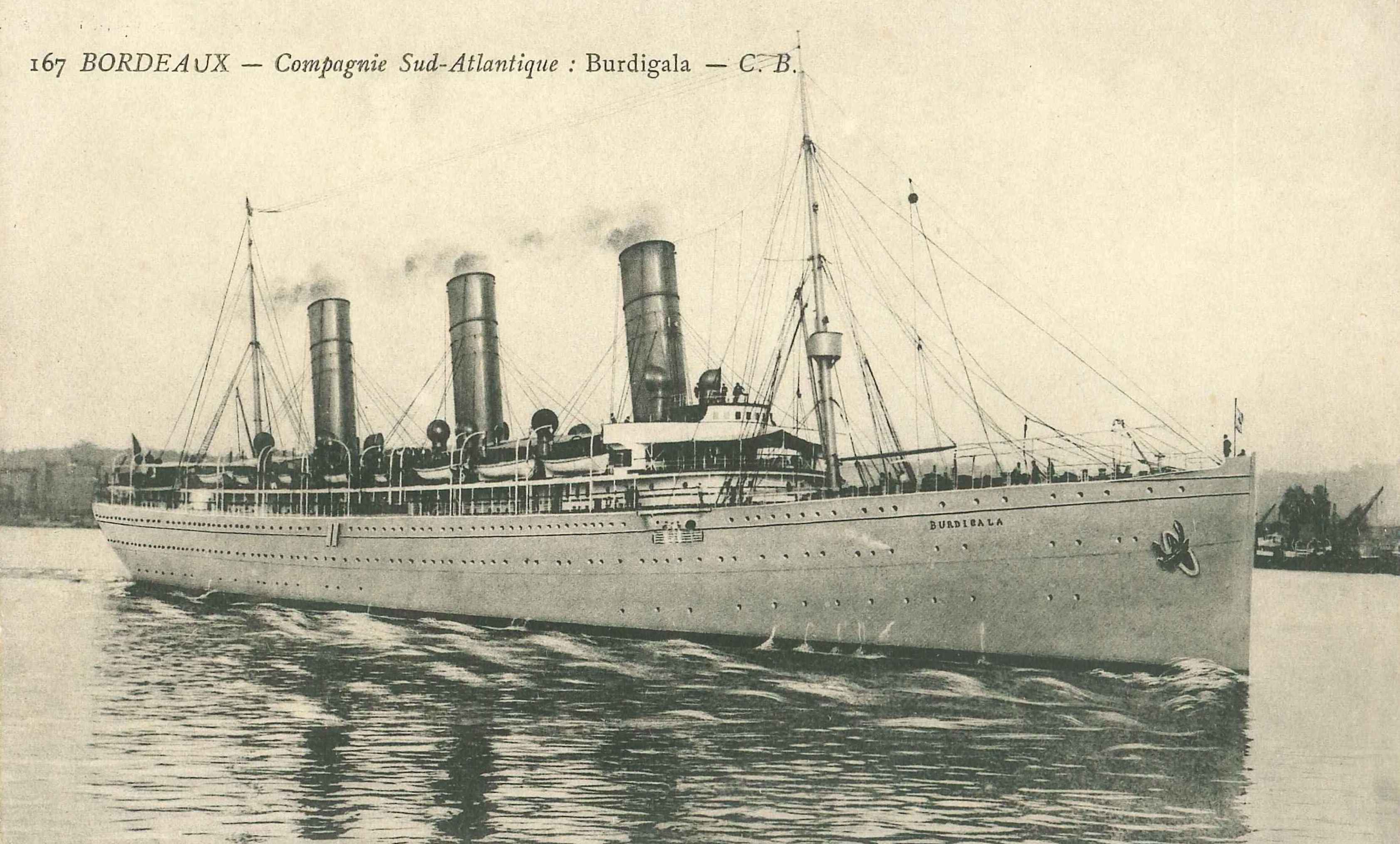
SS Burdigala.
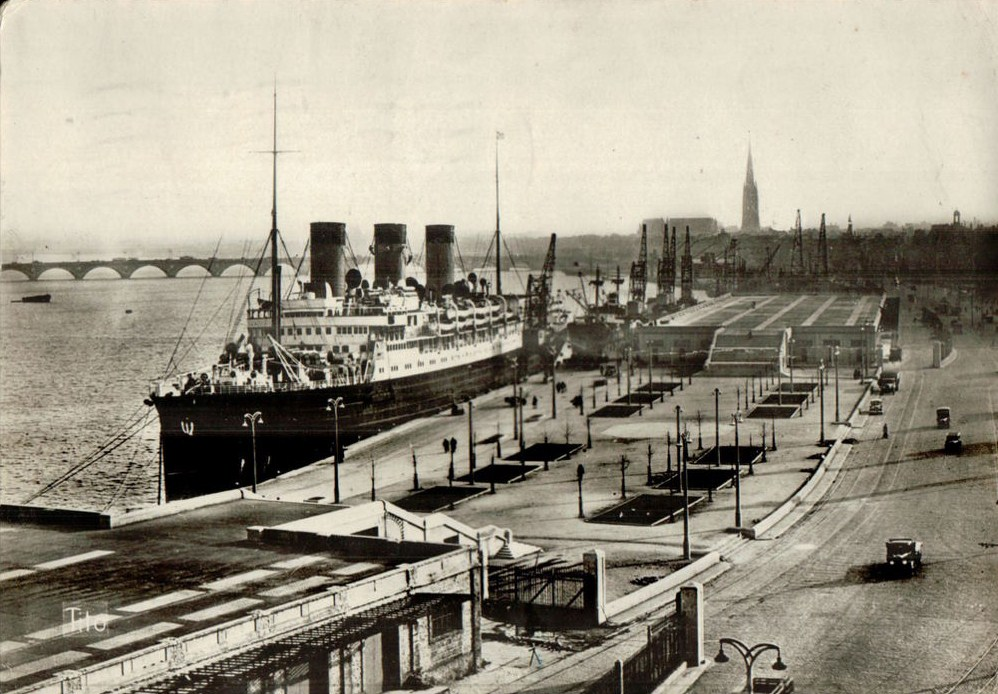
SS Massilia à Bordeaux.